# Knut Tivander
Knut Oskar Tivander,  född den 15 december 1842 i Vimmerby död den 16 april 1889 i Enköping, var en svensk skådespelare och teaterföreståndare. 

## Biografi
Tivanders far var lärftskramhandlare. Vid tiden för yngste sonens födelse dock verksam som snusfabrikör i Vimmerby. Familjen flyttade tillbaka till Stockholm efter några år.  Den 1 oktober 1856 ingick Tivander vid A. Selinders balettskola och debuterade i januari 1857 vid Ladugårdslandsteatern tillsammans med Robert Sjöblom, Anna Lundström, Hilda Ringvall, Mina Pettersson, Hanna Rosendahl med flera. Genom denna balettskola danade sedermera Selinder en "barnteater". Från 1860 ägnade Tivander sig uteslutande åt skådespeleri. 1866 ingick han vid Constantin Rohdes sällskap, vilket han tillhörde i tre års tid eller till 1869, då han erhöll anställning vid Haqviniusska associationssällskapet, som omväxlande uppträdde på Mindre teatern (Hammers teater) i Stockholm och i landsorten. Sommaren 1870 associerade sig Tivander med skådespelaren Axel Bosin och invigde den så kallade Alhambrateatern vid Djurgården. 
Med "Alhambrateaterns skådespelarepersonal från Stockholm" gav sedan Bosin och Tivander representationer i landsorten tills 1872 då båda bolagsmännen separerade och Tivander ensam övertog sällskapet, med vilket han sedan reste omkring med i Finland, Sverige och Norge. Hans sällskap var under några år mycket populärt. Som skådespelare var Tivander uppburen. Tivander uppförde det på sin tid i hela Västeuropa mycket populära skådespelet Jorden runt på 80 dagar bl.a. i Göteborg 1876 som fick lysande kritik från samtidens teaterrescensenter. Samtiden gavs följande omdöme: "Utrustad med ett för den komiska genren lyckligt yttre, är han dessutom i besittning af en stor fond af humor, hvilket gör honom särdeles lämplig just för sådana jovialiska figurer som t. ex. Pelle Lundqvist i Syfröknarna, Montedafior i Frihetsbröderna, Lundström i Andersson, Pettersson och Lundström, m. fl."
Som kuplettsångare och dansör var Tivander framstående. Gift 1867 med skådespelerskan Hanna Rosendahl född 1843 i Stockholm och död 1883 i Södertälje.